# Rudolf Rauch
Rudolf Joseph Rauch (ur. 16 kwietnia 1892 w Wiedniu, zm. 18 czerwca 1964 w Linzu) – austriacki lekkoatleta specjalizujący się w  biegach sprinterskich, skoku w dal i rzucie oszczepem.
Podczas igrzysk olimpijskich w Sztokholmie (1912) odpadł w eliminacjach w biegach na 100 i 200 metrów oraz w sztafecie 4 × 100 metrów.
Podczas igrzysk olimpijskich w Paryżu (1924) odpadł w ćwierćfinale na 200 metrów.
Dziewiętnastokrotny mistrz kraju: w biegu na 100 metrów (1915, 1918, 1921, 1923 i 1924), biegu na 200 metrów (1915, 1917, 1918 i 1921), biegu na 400 metrów (1918), sztafecie 4 × 100 metrów (1927), skoku w dal (1915, 1917 i 1925) oraz rzucie oszczepem (1916, 1917, 1918, 1920 i 1921).
Rekordzista Austrii w sztafecie 4 × 100 metrów (43,5 – 29 lipca 1923, Wiedeń).

## Rekordy życiowe
- Bieg na 100 metrów – 11,0 (1913)
- Bieg na 200 metrów – 22,8 (1915)